# Le Bel âge de Miss Brodie
Le Bel âge de Miss Brodie (The Prime of Miss Jean Brodie) est un roman de Muriel Spark publié aux Royaume-Uni en 1961. Traduit de l'anglais par Magdeleine Paz, il est publié en France en 1962 aux éditions Robert Laffont.

## Accueil critique
Il figure à la 76e place dans la liste des cent meilleurs romans de langue anglaise du XXe siècle établie par la Modern Library en 1998.
Le Time Magazine inclut le roman dans sa liste des  cent meilleurs romans de langue anglaise de 1923 à 2005 établie en 2010.